# Syzran
Syzran (en ruso: Сызрань) es la tercera ciudad más grande en el óblast de Samara, Rusia. Se encuentra en la orilla derecha del embalse de Sarátov del río Volga. Su población era de 188.107 habitantes en el censo del 2002. 

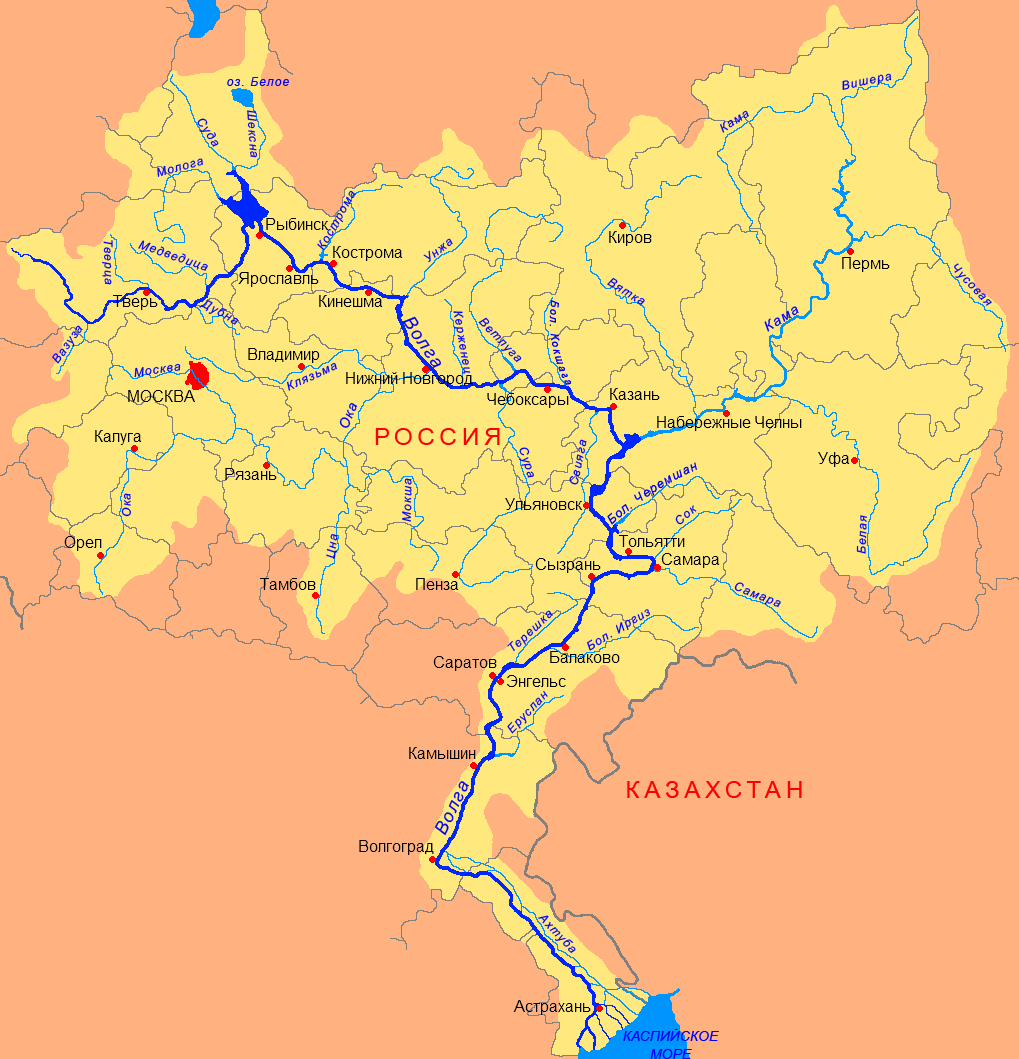
Mapa en ruso del Volga en el que aparece, en su curso medio, Syzran (Сызрань)

Syzran fue fundada en 1683 como una fortaleza, y ha existido como una ciudad desde 1796. Una torre de la fortaleza del siglo XVII sigue en pie. 
- Datos: Q2219
- Multimedia: Syzran / Q2219